# Pierre François Charles Augereau
Pierre François Augereau (París, 21 de octubre de 1757-La Houssaye-en-Brie, 12 de junio de 1816) fue un militar francés ascendido a mariscal en 1804, Duque de Castiglione.
De origen humilde, trabajó en muchos oficios en Suiza y en Italia, hasta que en 1792 regresó a Francia y se alistó en el ejército. Tres años después ya era general de división. Con este grado participó en la campaña de los pirineos orientales, concretamente en los combates del Fluviá, antes del final de esta guerra.
Durante el Directorio destacó en la campaña de Italia, donde llamó la atención de Napoleón después de la toma de Castiglione. Pero sus saqueos y crueldades le hicieron perder prestigio entre los altos cargos militares. Después del 18 de Brumario (mes del calendario republicano), recibió el mando del ejército de Holanda, y con el Imperio ascendió a mariscal y recibió el título de duque de Castiglione. Destacó en la batalla de Jena contra los prusianos.
A finales de 1809 fue destinado a España donde consiguió la capitulación de Gerona. Asumió el cargo de gobernador general de Cataluña, casi independiente de José I. Fue relevado a los tres meses por el emperador que no estaba satisfecho de su labor, principalmente por el acoso al que estaba sometido por las tropas lideradas por Juan Clarós.
Durante la Restauración, acató a Luis XVIII y fue nombrado par de Francia. Durante los Cien Días intentó reconciliarse con Napoleón, pero no lo consiguió. Se retiró a sus posesiones de La Houssaye, donde murió apartado de la actividad militar.